# Tôôôt et Puit
Tôôôt et Puit est une série de bande dessinée franco-belge créée en 1966 par Lucien De Gieter dans le no 1456 du journal Spirou.

## Univers

### Synopsis
La série met en scène le pêcheur de perles Pti-Puit et la sirène Tôôôt qui ensemble vivent des aventures loufoques.

### Personnages
- Puit (nommé Pti-Puit jusqu'à la quatrième histoire) : Héros de la série, il est pêcheur de perles. Courageux, mais pas téméraire, il supporte avec humour ses malheurs[1].
- Tôôôt : Sirène qui apparaît dans la deuxième histoire de la série et devient par la suite co-héroïne. Contrairement aux autres sirènes, elle chante horriblement faux, au point de faire fuir tout le monde autour d'elle[1].
- Shepatroto : Requin ami de Tôôôt. Cette dernière le sauve souvent de situations difficiles, quand par exemple il oublie comment nager ou quand il attrape un rhume[1].
- Thoutori et Ouesthu : Les méchants de la première histoire. Des pécheurs de perle qui ne plongent jamais, mais se contentent de voler le butin des autres. Ils sont bêtes et maladroits[1].

## Publications

### Périodique
La série est publiée pour la première fois dans le no 1456 de Spirou daté du 10 mars 1966 avec l'histoire complète de quatre planches intitulée Pti-Puit, pêcheur de perles. Vont suivre la publication de quarante-et-une histoire complète avec environ une histoire publiée tous les deux mois. Du no 1802 (26 octobre 1972) au no 1819 (22 février 1973) est publiée une histoire à suivre intitulée Tôôôt à Paris. La dernière histoire de la série est publiée dans le no 1834 du 7 juin 1973, elle s'intitule Vacances à marée haute… Vacances à marée basse.

### Album
Le premier album de la série sort en 1997 aux éditions Point Image - JVDH et s'intitule Rendez-vous à Paris. Il contient plusieurs histoires courtes publiées dans Spirou. Le deuxième album sort l'année suivante et s'intitule Tôôôt et Puit à Paris. À partir de 2010, Le Coffre à BD sort l'intégrale de la série. Trois tomes sont publiés jusqu'en mai 2011.